# Zar Amir Ebrahimi
Zahra Amir Ebrahimi, detta "Zar" (in persiano زهرا اميرابراهيمی‎; Teheran, 9 luglio 1981), è un'attrice iraniana con cittadinanza francese.
Ha vinto il Prix d'interprétation féminine al Festival di Cannes 2022 per la sua interpretazione nel film Holy Spider.

## Carriera

### Attivismo politico
Amir Ebrahimi ha sostenuto pubblicamente la protesta guidata dalle donne iraniane in seguito alla morte di Mahsa Amini e spesso condivide sui suoi social media le notizie sulle proteste e su come le persone possono aiutare il popolo iraniano.

## Filmografia parziale

### Attrice
- Shirin, regia di Abbas Kiarostami (2008)
- Donne senza uomini (Zanān bedun-e mardān), regia di Shirin Neshat (2009)
- Holy Spider, regia di Ali Abbasi (2022)
- Sopravvissuti (Les Survivants), regia di Guillaume Renusson (2022)
- Tatami - Una donna in lotta per la libertà (Tatami), regia di Zar Amir Ebrahimi e Guy Nattiv (2023)
- Leggere Lolita a Teheran (Reading Lolita in Tehran), regia di Eran Riklis (2024)

### Regista
- Tatami - Una donna in lotta per la libertà (Tatami) (2023)

## Riconoscimenti
- Festival di Cannes
  - 2022 – Prix d'interprétation féminine per Holy Spider
- European Film Awards
  - 2022 – Candidatura alla miglior attrice per Holy Spider